# Dinheiro portugais
Le dinheiro portugais (ou denier portugais) est une ancienne monnaie du Royaume de Portugal, circulant de la fin du XIIe siècle jusqu'en 1502, date à laquelle cette unité de compte est définitivement remplacée par le réal, initié par le roi Édouard Ier de Portugal par une première réforme remontant à 1433.
Le mot dinheiro vient du latin denarius, en français « denier » : douze deniers valent un soldo, et vingt soldos font une libra, suivant le système denier / sol / livre hérité des Romains. Cette monnaie reprend donc l'ancien système monétaire romain et carolingien denarii/solidi/librae. En portugais moderne, dinheiro signifie « argent » au sens générique.
De fait, il s'agit à l'origine d'une pièce frappée en alliage cuivre-argent et c'est bien la monnaie la plus courante sur le territoire. Les premières pièces sont fabriquées sous le règne d'Alphonse Ier, après 1179 : il s'agit d'un-demi dinheiro, appelé mealha et d'un dinheiro, modules copiés sur le denier espagnol. Au début, ces pièces circulent en même temps que d'autres monnaies, telles que la silique byzantine et les dirham et dinar des Maures. 
Vers 1200, le roi Sanche Ier introduit le morabitino (calqué sur le maravédis espagnol), une pièce d'or équivalant à 15 soldos, soit 180 dinheiros, destinée aux transactions importantes. Un siècle plus tard, sous Denis Ier, le tornês d'argent (inspiré du gros tournois français) est créé, valant 5,5 soldos. 
Le dinheiro ne cesse de perdre de la valeur au fil des siècles. En 1380, le roi Ferdinand Ier ordonne la fabrication de plusieurs nouvelles pièces, dont le dobra d'or, valant 6 libras, puis le real d'argent valant 10 soldos. Plusieurs monnaies de billon sont également frappées, comme le pilarte, valant 7 dinheiros.
Vers la fin du règne de Jean Ier, le real vaut 3,5 libras, il est frappé en or et est appelé real branco. D'une valeur de 840 dinheiros, il devient la nouvelle unité de compte portugaise, officieusement en 1433, à l'avènement du règne d'Édouard Ier. Le dinheiro est démonétisé en 1502.